# Musikjahr 1844
Liste der Musikjahre

◄◄ | ◄ | 1840 | 1841 | 1842 | 1843 | Musikjahr 1844 | 1845 | 1846 | 1847 | 1848 | ► | ►►

Weitere Ereignisse
Dieser Artikel behandelt das Musikjahr 1844.

## Ereignisse
- 15. Februar: Die von den Architekten Carl Ferdinand Langhans und Eduard Knoblauch unter maßgeblicher Beteiligung des königlichen Baumeisters Ludwig Persius errichtete Krolloper in Berlin wird mit einem Ball eröffnet.
- Der 12-jährige Joseph Joachim bringt Ludwig van Beethovens jahrzehntelang vergessenes Violinkonzert D-Dur op. 61 in London unter der Leitung von Felix Mendelssohn Bartholdy zur Neuaufführung, worauf das Werk einen festen Platz im Konzertrepertoire erhält.

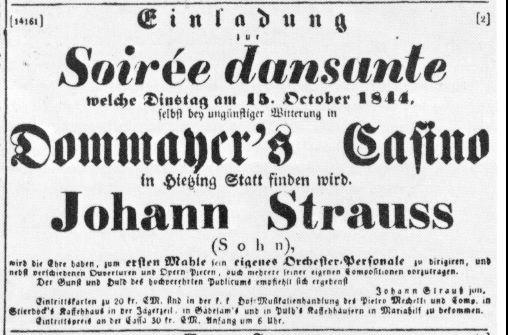
Einladung für die „Soirée dansante“ im Dommayer mit Johann Strauss

- 15. Oktober: Johann Strauss (Sohn) hat mit großem Erfolg seinen ersten Auftritt im Casino Dommayer im Wiener Vorort Hietzing, einem in der ganzen Region bekannten Vergnügungslokal. Bei der „Soirée dansante“ werden unter anderem die Walzer Gunstwerber und Sinngedichte uraufgeführt.

### Instrumental und Vokalmusik
- Felix Mendelssohn Bartholdy vollendet das Violinkonzert e-Moll.
- Louis Spohr: Violinkonzert Nr. 15 e-Moll, op. 128.
- Hector Berlioz: Der Komponist vollendet folgende drei Werke für die Orgel: (1) Hymne pour l’élévation en ré majeur, pour orgue; (2) Sérénade agreste à la Madone sur le thème des pifferari romains en mi bémol majeur, pour orgue; (3) Toccata en do majeur, pour orgue. Außerdem entstehen unter anderem noch das Orchesterstück Le corsaire, op. 21 und die Ouvertüre Le carnaval romain, op. 9.
- Frédéric Chopin: Deux Nocturnes f-Moll, Es-Dur op. 55; Trois Mazurkas H-Dur, C-Dur, c-Moll op. 56; Berceuse op. 57 (1844 vollendet und 1845 veröffentlicht); Klaviersonate Nr. 3 op. 58.
- Richard Wagner führt am 22. Juli im Palais im Großen Garten in Dresden sein bereits 1840 vollendetes Werk Eine Faust-Ouvertüre erstmals auf.
- George Onslow: Streichquintett op. 68.
- Johann Strauss (Sohn): Neben den bereits erwähnten Walzern Sinngedichte und Gunstwerber bringt der Komponist 1844 noch folgende Werke heraus: Serail-Tänze (Walzer) op. 5; Herzenslust (Polka) op. 3; Debut-Quadrille op. 2 und die Cytheren-Quadrille op. 6 heraus.

### Uraufführungen

#### Musiktheater

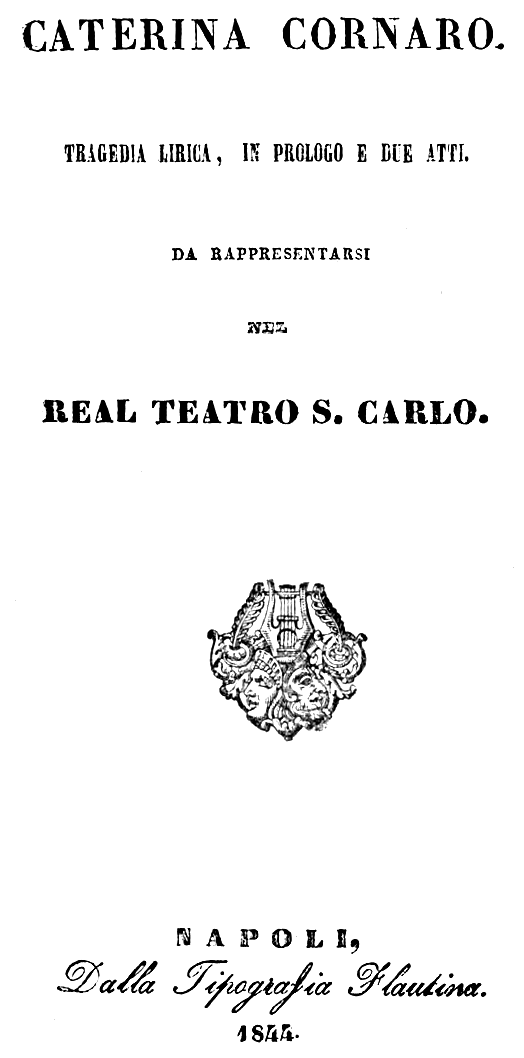
Caterina Cornaro, Titelblatt des Librettos 1844

- 12. Januar: Die Oper Caterina Cornaro von Gaetano Donizetti hat am Teatro San Carlo in Neapel ihre Uraufführung. Es ist die letzte von Donizettis Opern, deren Uraufführung noch zu seinen Lebzeiten stattfindet. Das Werk ist kein Erfolg und auch die überarbeitete Version, die in Parma uraufgeführt wird, findet keinen Widerhall bei Publikum und Kritik.
- 27. Januar: Die Uraufführung der Oper Hunyadi László von Ferenc Erkel findet in Pest statt.
- 03. Februar: Im Theater am Kärntnertor in Wien wird die Oper Die Heimkehr des Verbannten von Otto Nicolai uraufgeführt. Das Libretto stammt von Siegfried Kapper und basiert auf dem Werk Le proscrit von Frédéric Soulié.
- 10. Februar: Adolphe Adams Oper Cagliostro wird in Paris (Opéra-Comique) uraufgeführt.
- 26. Februar: Uraufführung des „lokalen Gemäldes“ Ein Morgen, ein Mittag, ein Abend in Wien im Theater in der Josefstadt in Wien. Die die Ouvertüre komponierte Franz von Suppè.
- 09. März: Das Ballett La Esmeralda mit der Musik von Cesare Pugni und in der Choreografie von Jules Perrot wird in Her Majesty’s Theatre in London uraufgeführt.
- 09. März: Die Oper Ernani von Giuseppe Verdi auf ein Libretto von Francesco Maria Piave wird am Teatro La Fenice in Venedig uraufgeführt. Die Vorlage basiert auf dem Drama Hernani von Victor Hugo aus dem Jahre 1830. Mit dieser seiner fünften Oper schafft Verdi endgültig den Durchbruch, sie wird eine der meistgespielten Opern des 19. Jahrhunderts.

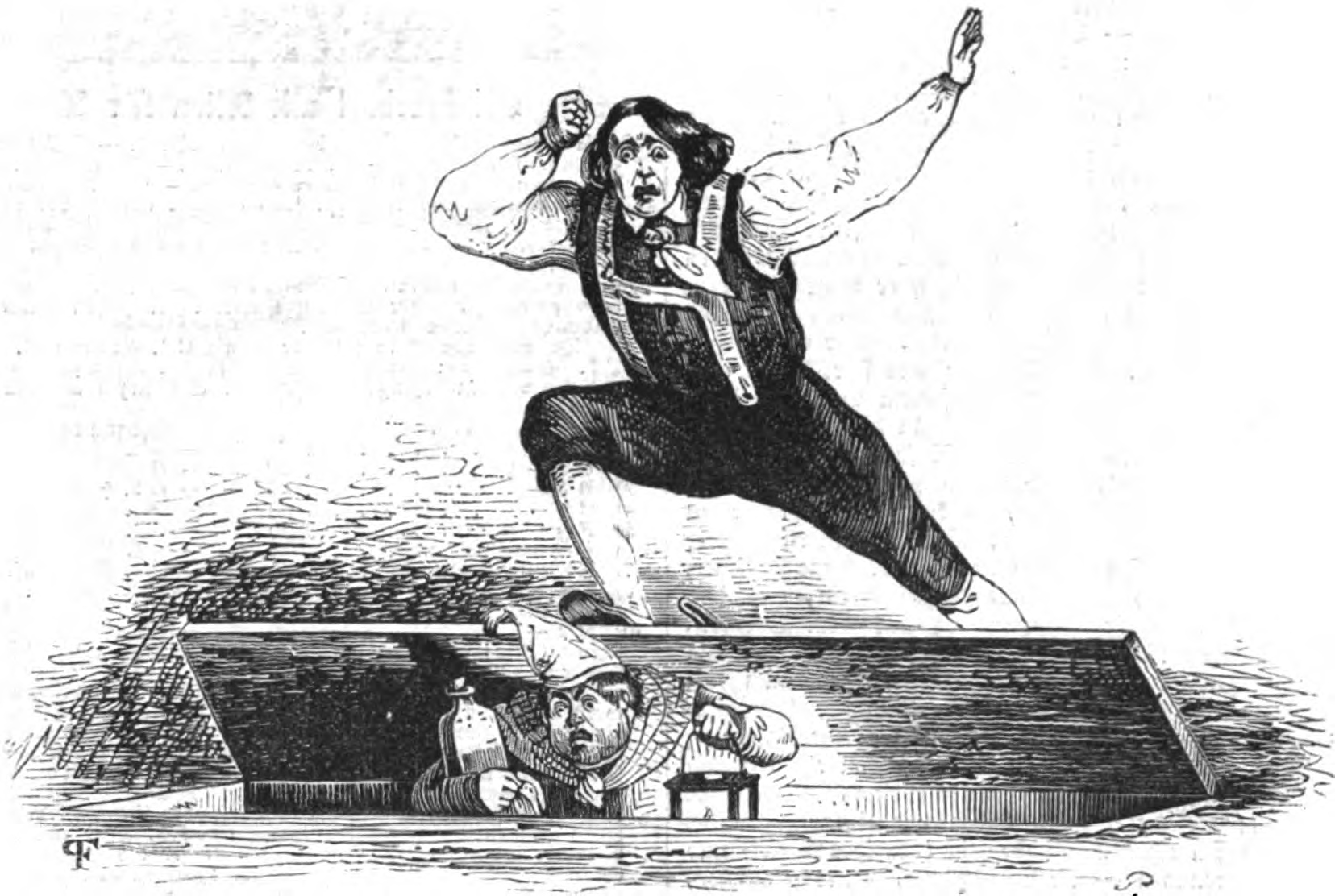
Der Zerrissene, Szene aus dem 3. Akt; Illustrirte Zeitung, Bd. 03 (1844), S. 61.

- 09. April: Johann Nestroys Posse Der Zerrissene mit der Musik von Adolf Müller senior feiert im Theater an der Wien Premiere. Der Stoff stammt aus der französischen comédie-vaudeville L'homme blasé (Der gelangweilte Mann) von Félix-Auguste Duvert und Augustin-Théodore de Lauzanne. Der Autor spielt bei dem Stück neben seinem langjährigen Bühnenpartner Wenzel Scholz selbst mit.

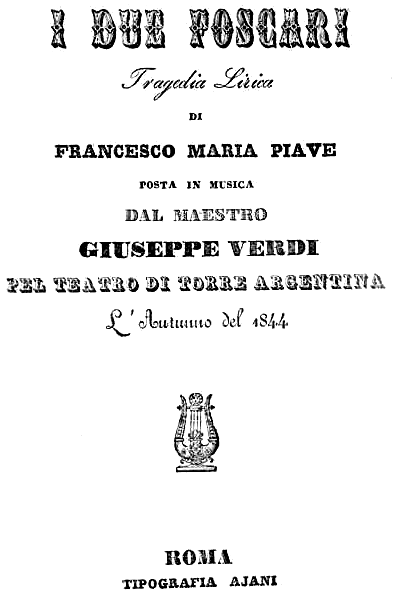
I due Foscari, Titelblatt des Librettos 1844

- 07. Oktober: Die Oper Richard en Palestine von Adolphe Adam nach einem Libretto von Paul Foucher kommt an der Pariser Oper heraus.
- 03. November: Am Teatro Argentina in Rom hat Giuseppe Verdis Oper I due Foscari mit Achille De Bassini als Francesco Foscari seine Uraufführung. Das Libretto stammt von Francesco Maria Piave nach dem Theaterstück The Two Foscari von Lord Byron. Die Oper hat nur mäßigen Erfolg, wird allerdings bis in die 1870er dennoch häufig gespielt.
- 27. November: Die Uraufführung der Oper The Daughter of St. Mark von Michael William Balfe erfolgt im Drury Lane Theatre in London.
- 07. Dezember: An der Königlichen Hofoper in Berlin wird das Singspiel Ein Feldlager in Schlesien von Giacomo Meyerbeer uraufgeführt.
- 30. Dezember: Am Stadttheater Hamburg wird Friedrich von Flotows Oper Alessandro Stradella über das Leben des Komponisten Alessandro Stradella uraufgeführt. Das Libretto stammt von Friedrich Wilhelm Riese, der dieses unter dem Namen Wilhelm Friedrich verfasst hat.

Weitere Uraufführungen im Jahr 1844
- Louis Spohr: Die Kreuzfahrer, (Große Oper in drei Akten)
- Saverio Mercadante: Leonora (Oper). Die Uraufführung erfolgt im Teatro Nuovo, Neapel.
- Fromental Halévy: Le lazzarone, ou Le bien vient en dormant (Oper)
- François Benoist: Othello, (Oper)

#### Kirchenmusik
- 07. Januar: Die Motette Jauchzet dem Herrn, alle Welt, eine Vertonung von Psalm 100 durch Felix Mendelssohn Bartholdy, wird vom Königlichen Domchor in Berlin in einer Messe uraufgeführt.

## Geboren
- 08. Januar: Friedrich Stade, deutscher Musiker und Musikschriftsteller († 1928)
- 20. Januar: Johan Peter Selmer, norwegischer Komponist († 1910)
- 30. Januar: Otto Leßmann, deutscher Komponist († 1918)
- 05. Februar: Lothar Kempter, deutsch-schweizerischer Komponist und Dirigent († 1918)
- 21. Februar: Charles-Marie Widor, französischer Organist, Komponist und Lehrer († 1937)
- 25. Februar: Jindřich Kafka, tschechischer Komponist († 1917)
- 29. Februar: Catharina Haaß, deutsche Musikpädagogin und Komponistin († 1916)
- 10. März: Pablo de Sarasate, spanischer Geiger und Komponist († 1908)

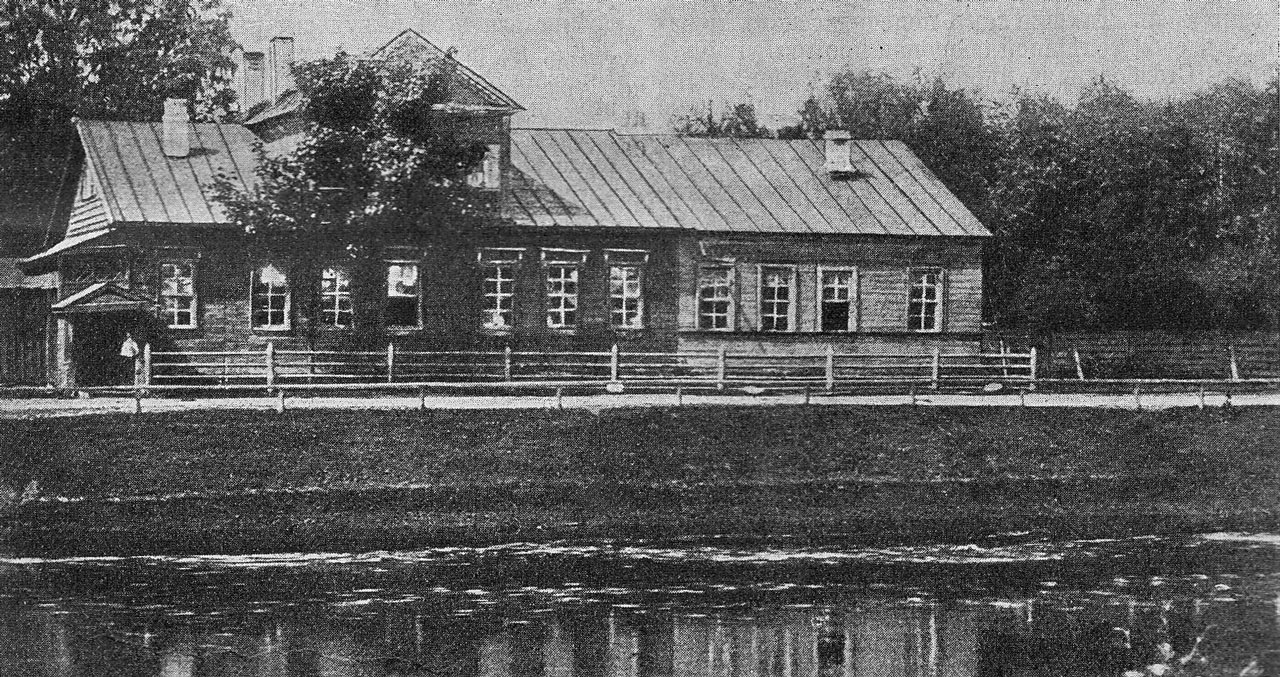
Geburtshaus von Nikolai Rimski-Korsakow

- 18. März: Nikolai Rimski-Korsakow, russischer Komponist, Dirigent und Musikpädagoge († 1908)
- 23. März: Eugène Gigout, französischer Organist und Komponist († 1925)
- 06. April: Wendelin Kopetzký, böhmischer Komponist und Militärkapellmeister († 1899)
- 12. April: Franz Kullak, deutscher Pianist und Komponist († 1913)
- 13. April: Jan Hřímalý, tschechischer Geiger und Musikpädagoge († 1915)
- 26. April: Ada Lewis-Hill, englische Amateurmusikerin und Stifterin († 1906)
- 30. April: Richard Hofmann, deutscher Violinist, Komponist, Arrangeur und Musikpädagoge († 1918)
- 01. Mai: Johannes Martens, deutscher Sänger (Heldentenor) († 1892)
- 08. Mai: Hermann Graedener, deutscher Komponist († 1929)
- 20. Mai: Gustav Ernst Abendroth, südafrikanischer Organist, Komponist und Dirigent deutscher Herkunft († 1928)
- 21. Mai: Amy Fay, US-amerikanische Konzertpianistin und Managerin († 1928)
- 30. Mai: Louis Varney, französischer Operettenkomponist († 1908)
- 03. Juni: Hermann Erler, deutscher Musikverleger, Komponist und Schriftsteller († 1918)
- 03. Juni: Émile Paladilhe, französischer Komponist und Pianist († 1926)
- 13. Juni: Heinrich Schrader, deutscher Musikdirektor, Chorleiter, Hoforganist und Professor († 1911)
- 10. Juli: Amalie Materna, österreichische Opernsängerin († 1918)
- 12. Juli: Hugo Willemsen, deutscher Pianist, Dirigent und Komponist († 1918)
- 15. Juli: Theodor Kolle, deutscher Opernsänger (Bass), Musikdirektor und Gesangspädagoge († 1932)
- 13. August: Otis Bardwell Boise, US-amerikanischer Komponist († 1912)
- 16. September: Wilhelm Claussen, deutscher Komponist († 1869)
- 16. September: Paul Taffanel, französischer Flötist († 1908)
- 22. September: William Stevenson Hoyte, englischer Organist, Komponist und Musikpädagoge († 1917)
- 01. Oktober: Orla Rosenhoff, dänischer Komponist und Musikpädagoge († 1905)
- 08. Oktober: Paul Lhérie, französischer Sänger und Musikpädagoge († 1937)
- 17. Oktober: Michael Eduard Surläuly, Schweizer Komponist, Dirigent, Chorleiter und Musikdirektor († 1902)

## Gestorben

Das Grab von Franz Xaver Wolfgang Mozart in Karlsbad

- 07. Februar: Mathieu-Jean-Baptiste Nioche de Tournay, französischer Textdichter und Dramatiker (* 1767)
- 22. April: Henri Montan Berton, französischer Komponist (* 1767)
- 08. Mai: Sophia Carolina Benda, deutsche Schauspielerin und Sängerin (* 1787)
- 21. Mai: Giuseppe Baini, römischer Musikhistoriker und Kirchenkomponist (* 1775)
- 06. Juni: Francis Johnson, US-amerikanischer Komponist und Musiker (* 1792)
- 17. Juni: André da Silva Gomes, brasilianischer Komponist (* 1752)
- 12. Juli: Georg Christoffer Rackwitz, schwedischer Instrumentenbauer (* 1760)
- 13. Juli: Johann Gänsbacher, österreichischer Komponist und Dirigent (* 1778)
- 29. Juli: Franz Xaver Wolfgang Mozart, österreichischer Komponist und Klaviervirtuose (* 1791)
- 18. Dezember: Joseph Mitterer, österreichischer Orgelbauer (* 1766 oder 1767)
- 18. Dezember: Heinrich Stölzel, deutscher Musiker (* 1777)